# CSX Transportation
A CSX Transportation é uma das maiores empresas ferroviárias do leste dos Estados Unidos da América. Atua em 23 estados americanos, no Distrito de Colúmbia e em duas províncias canadenses.

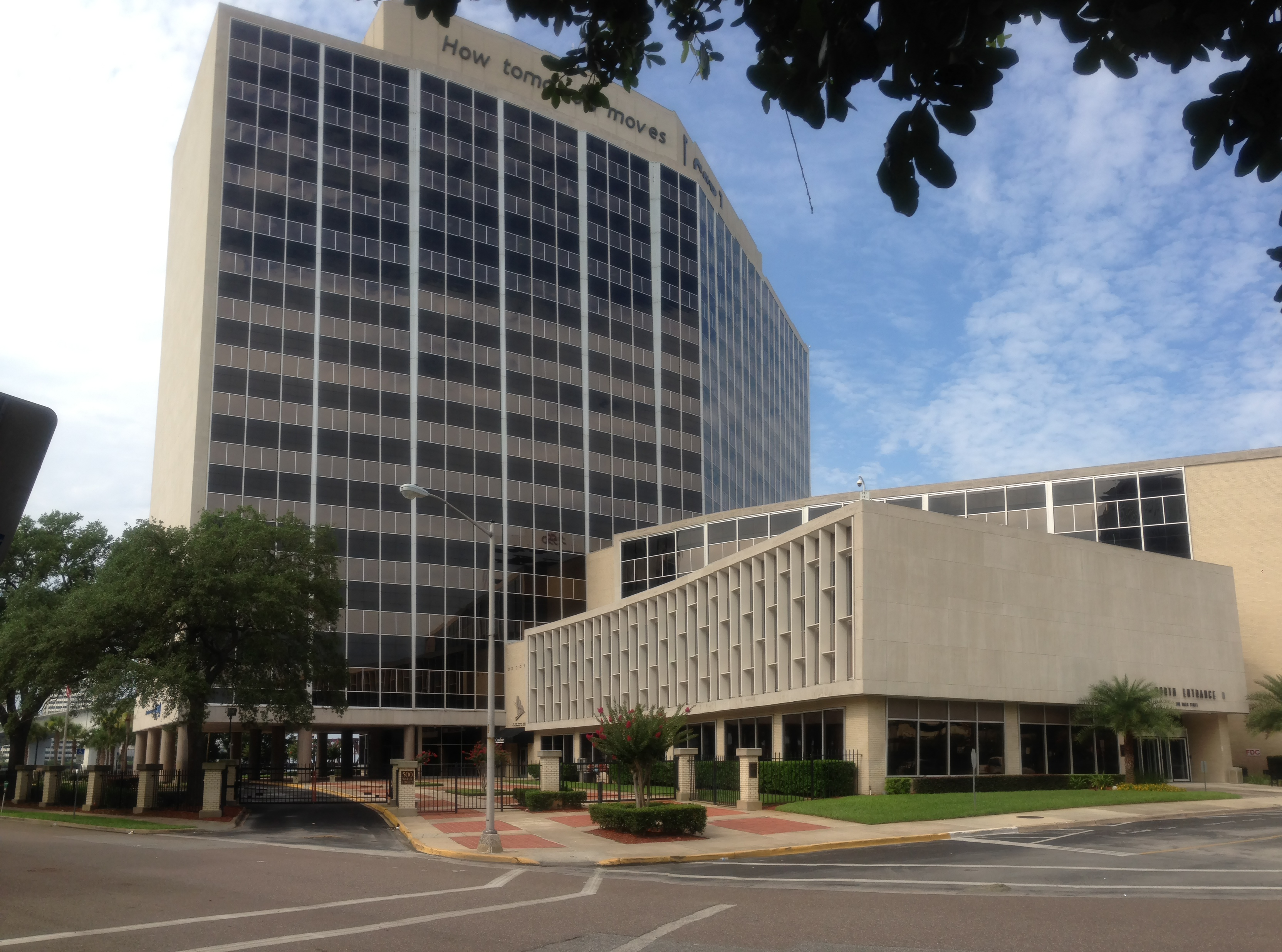
Sede da CSX Transportation, em Jacksonville